# Минор
Минор (на латински: minor – „малък“) е музикален термин, който обозначава звученето на определен акорд или тоналност.
- Акорд
Минорният акорд е такъв акорд, при който интервалът между основния и следващия, подреден по възходящ ред на терца, тон e малка терца или три полутона. Например ла и до, фа' и ла-бемол и т.н.
- Тоналност
Минорна тоналност е тази тоналност, чието основно тоническо тризвучие е минорно. Минорната тоналност носи името на основния тон на акорда на това тризвучие. От основните акорди в минорната тоналност минорни са изградените върху тониката и субдоминантната, а изграденият върху доминантата е мажорен.
Като музикален звукоред много често се използват разновидностите на минора „хармоничен“ (с повишена на полутон 7 степен от лада) и мелодичен (с повишени 6 и 7 степен на лада).
- Нотация
При буквените означения на акордите се използват латинските букви Am, Bm, Cm, Dm, Em, Fm, Gm – всички те означават минорен акорд, построен върху съответния тон A = ла, C = до и т.н. В практиката при обозначаването на тоналностите, често вместо минор се използва терминът 'moll – така c moll = до минор, e moll = ми минор.